# Красные Пруды (Псковская область)
Кра́сные Пруды́ — деревня в Краснопрудской волости Псковского района Псковской области России.
Расположена в 10 км к юго-востоку от волостного центра Кирово.
| 2001 | 2002 | 2010 |
| ---- | ---- | ---- |
| 91   | ↘60  | ↘41  |

## История
Ранее известна как погост Пруды На момент 1914 года в Псковском уезде существовала Прудская волость (с центром которой было село Пруды) на территории современных Краснопрудской волости Псковского района и северной части Волковской волости Островского района
Оперативная сводка Совинформбюро за 03.03.1944г. : 
" ... На островском направлении наши войска в результате наступательных боёв овладели населёнными пунктами Загарье, Красные Пруды, Стрелково, Подберезье, Овечкино, Селивановка и железнодорожными станциями Красные Пруды, Железовский."